# Lenguas Doberai-Sentani
Las lenguas de Doberai-Sentani son una familia lingüística de lenguas papúes propuesta por Malcolm Ross que incluye a las lenguas de Doberai oriental y a las lenguas sentani así como al idioma burmeso, como rama aislada.

## Clasificación

### Lenguas de la familia
La propuesta de que lenguas Doberai-Sentani forman una familia conjetura que dos grupos que previamente habían sido establecidos como grupos filogenéticos válidos (Doberai oriental y Sentani) forman una unidad filogenética mayor, junto con algunas otras lenguas más (que previamente se habían considerado lenguas aisladas):
|  | Mantion (Manikion)                     |
|  |                                        |
|  | Meax: Meax (Meyah), Meninggo (Moskona) |
|  |                                        |
|  | Saponi (?)                             |
|  |                                        |

|  | Demta                                               |
|  |                                                     |
|  | Sentani proper: Sentani, Nafri, Tabla (Tanah Merah) |
|  |                                                     |

|  | Mantion (Manikion)                     |
|  |                                        |
|  | Meax: Meax (Meyah), Meninggo (Moskona) |
|  |                                        |
|  | Saponi (?)                             |
|  |                                        |

|  | Demta                                               |
|  |                                                     |
|  | Sentani proper: Sentani, Nafri, Tabla (Tanah Merah) |
|  |                                                     |

Algunos autores consideran que el tause debe dejarse como "pendiente de clasificación". Clouse (1997) lo clasificó dentro de las lenguas de la Llanura de los lagos, pero sus pronombres no parecen cognados con los del resto del grupo. Ross lo incluyó tentativamente dentro de las lenguas Doberai-Sentani, a la espera de que su estatus sea posteriormente clarificado. El saponi comparte la mitad de su vocabulario básico con el rasawa, pero sus pronombres se asemejan más a las lenguas de Doberai oriental. Algunos autores sitúan al saponi y el rasawa dentro de la familia de la Llanura de los lagos.

### Relación con otras lenguas
El Doberai-Sentani de lenguas tienen algunas similitudes léxicas con las lenguas asmat-kamoro del grupo trans-neoguineanas, pero Ross considera que esas similitudes prueben un parentesco con esas lenguas.
Las lenguas de Doberai oriental y las lenguas sentani, junto con las lenguas papúes occidentales y el yawa, formarían un grupo papú occidental extendido o macropapú occidental. Estos grupos se distinguirían de las lenguas papúes occidentales propiamente dicha por tener formas como ba~wa para el pronombre de segunda persona del singular.

## Descripción lingüística

### Pronombres
Estas familia no comparte un vocabulario común, pero sus pronombres parecen relacionados, lo cual sería un indicativo de su parentesco. Los pronombres que Ross reconstruye para las proto-lenguas de ambas familias son:
Sentani
| yo | *də | nosotros (exclusivo) | *me |
| yo | *də | nosotros (inclusivo) | *e  |
| tú | *wa | vosotros             | ?   |
| él | *nə | ellos                | ?   |
Doberai oriental
| yo | *da, *di- | nosotros (exclusivo) | *meme, *me- |
| yo | *da, *di- | nosotros (inclusivo) | *mimi, *mi- |
| tú | *ba, *bi- | vosotros             | *ia, *i-    |
| él | *e, *-    | ellos                | *rua, *ri-  |
En el burmeso y el tause se encuentran correspondencias solo en los pronombres de singular de la primera y segunda persona:
Burmeso da (de-), ba (be-)
Tause di, ba
En el saponi solo parece correspondencias en la primera persona del plural y la segunda del singular:
- Saponi mamire 'yo, nosotros', ba 'tú'

### Comparación léxica
Los numerales en diferentes lenguas Doberai-sentani son:
| GLOSA | Doberai Or-Saponi  | Doberai Or-Saponi | Burmeso                    | Sentani-Demta     |
| GLOSA | PROTO- DOBERAI OR. | Saponi            | Burmeso                    | PROTO- SENTANI    |
| ----- | ------------------ | ----------------- | -------------------------- | ----------------- |
| '1'   | *ɣom-s             | kiripɛjɛ          | neⁱ-sāno/ en-rare          | *mbai             |
| '2'   | *-ɣak              | kɔ'sɛrɛⁱ          | sóɾ/ bano-rare             | *bɛ               |
| '3'   | *or-ɣomu           | 'niɾiwɔ           | daɾiɾo/ bueno-rare         | *namə             |
| '4'   | *ta-ɣokuru         | 'nawaɾɛ           | hɛ́suɑ́ŋ/ èsna               | *kəri(?)          |
| '5'   | *ciŋya             |                   | dɑ́ɾséigoŋ/ dàsego          | *masi + mbai      |
| '6'   | *ciŋ(ya)-ɣom       |                   | dɑ̀bínèisɑ́inò/ dabinenorare | *ma-si(-nəm) bai  |
| '7'   | *ciŋ(ya)-ɣak       |                   | dɑ̀bísòɾ/ dabisodare        | *ma-si(-nəm) bɛ   |
| '8'   | *ciŋ(ya)-ɣomu      |                   | dɑ̀bídɑ̀ɾíɾò/ dadare         | *ma-si(-nəm) namə |
| '9'   | *ciŋ(ya)-ta-ɣkuru  |                   | dɑ̀bíhɛ̀sùɑ̀n/ dabèsua        |                   |
| '10'  | *setka             |                   | dɑ̀únòsòɾò/ dabanòosrare    | *ma bɛ            |